# Unione Sportiva Catanzaro 1929 2021-2022
Questa voce raccoglie le informazioni riguardanti l'Unione Sportiva Catanzaro nelle competizioni ufficiali della stagione 2021-2022.

## Stagione
La stagione 2021-2022 è per il Catanzaro la 30ª partecipazione nella terza serie del Campionato italiano di calcio. I giallorossi hanno svolto il ritiro precampionato a Camigliatello Silano e Moccone, frazioni di Spezzano della Sila, dal 22 luglio al 6 agosto 2021.
Il debutto stagionale avviene il 7 agosto 2021, nel turno eliminatorio di Coppa Italia contro il Como, passando il turno (3-4) ai rigori, dopo che i regolamentari e supplementari si erano chiusi sul (2-2). Una settimana dopo, il 14 agosto, i giallorossi incontrano il Verona al Bentegodi, valevole per i trentaduesimi sempre di Coppa Italia, venendo eliminati con un secco (3-0). Il 29 novembre 2021, dopo una serie di risultati altalenanti in campionato, il tecnico Antonio Calabro viene esonerato; al suo posto gli subentra Vincenzo Vivarini. Il 19 gennaio 2022, al termine del doppio confronto in semifinale contro il Padova, i giallorossi vengono eliminati dalla Coppa Italia Serie C.
I giallorossi concludono il campionato al secondo posto, accedendo così al secondo turno della fase nazionale dei Play-off, nel quale incrociano il Monopoli, nel doppio confronto del 17 e 21 maggio. In vista dei Play-off, la squadra si è ritrovata, dal 7 al 10 maggio, in ritiro a Bardolino.
Con i pugliesi i giallorossi vincono entrambe le sfide di andata e ritorno, accedendo così alle semifinale, nelle quali affrontano il Padova. Nella gara di andata al Ceravolo l'incontro termina (0-0), mentre all'Euganeo i biancoscudati si impongono per (2-1) nei minuti di recupero, condannando il Catanzaro alla permanenza in Serie C.

## Organigramma societario
Organigramma societario tratto dal sito ufficiale.
Area direttiva
- Presidente: Floriano Noto
- Direttore sportivo: Alfio Pelliccioni
- Direttore generale: Diego Foresti
- Segretario generale: Nazario Sauro

Collegio Sindacale
- Presidente: Francesco Muraca
- Sindaco: Luciano Pirrò, Caterina Caputo
- Supplenti: Andrea Aceto, Francesco Leone

Area comunicazione e marketing
- Responsabile Marketing: Salvatore Maiore
- Responsabile Comunicazione: Davide Lamanna
- Fotografo ufficiale: Luigi Silipo

Area tecnica
- Allenatore: Antonio Calabro, poi Vincenzo Vivarini
- Allenatore in seconda: Alberto Villa, poi Andrea Milani
- Allenatore Portieri: Antonio Mirarchi, poi Fabrizio Zambardi
- Preparatori Atletici: Antonio Raione e Giuseppe Talotta, poi Antonio Del Fosco
- Team Manager: Giuseppe Olivadese

Area Medica
- Responsabili Staff Medico: Dott. Francesco de Santis
- Medici Sociali: Dott. Maurizio Caglioti, Dott. Giuseppe Stillo

## Divise e sponsor
Per la stagione 2021/2022 i Main Sponsor del Catanzaro saranno Coop Italia e Guglielmo Caffè, il Back Sponsor sarà Wuber, mentre lo sponsor tecnico sarà EYE Sport.
| Casa | Trasferta | Terza divisa |

## Rosa
Tratto dal sito ufficiale della società.
| N. |                         | Ruolo | Calciatore                 |
| -- | ----------------------- | ----- | -------------------------- |
| 1  | Italia (bandiera)       | P     | Timothy Nocchi             |
| 2  | RD del Congo (bandiera) | C     | Brian Bayeye               |
| 3  | Italia (bandiera)       | D     | Alberto Tentardini         |
| 4  | Italia (bandiera)       | D     | Simone De Santis           |
| 5  | Italia (bandiera)       | D     | Luca Martinelli (capitano) |
| 6  | Ghana (bandiera)        | C     | Nana Welbeck               |
| 8  | Italia (bandiera)       | C     | Luca Verna                 |
| 9  | Argentina (bandiera)    | A     | Federico Vázquez           |
| 10 | Italia (bandiera)       | A     | Francesco Bombagi          |
| 12 | Italia (bandiera)       | P     | Andrea Romagnoli           |
| 13 | Italia (bandiera)       | D     | Pasquale Fazio             |
| 14 | Italia (bandiera)       | D     | Stefano Scognamillo        |
| 15 | Italia (bandiera)       | D     | Ilario Monterisi           |
| 15 | Ecuador (bandiera)      | C     | Luis Maldonado             |
| 17 | Italia (bandiera)       | C     | Antonio Porcino            |
| 18 | Italia (bandiera)       | C     | Antonio Cinelli            |

| N. |                    | Ruolo | Calciatore              |
| -- | ------------------ | ----- | ----------------------- |
| 19 | Italia (bandiera)  | C     | Pasqualino Ortisi       |
| 19 | Islanda (bandiera) | C     | Bjarki Steinn Bjarkason |
| 20 | Italia (bandiera)  | C     | Enrico Bearzotti        |
| 21 | Italia (bandiera)  | C     | Andrea Risolo           |
| 22 | Italia (bandiera)  | A     | Davis Curiale           |
| 23 | Belgio (bandiera)  | C     | Jari Vandeputte         |
| 24 | Italia (bandiera)  | C     | Alberto Cristiano       |
| 24 | Grecia (bandiera)  | C     | Dimitrios Sounas        |
| 26 | Italia (bandiera)  | D     | Alessio Pipicella       |
| 28 | Italia (bandiera)  | A     | Tommaso Biasci          |
| 29 | Italia (bandiera)  | A     | Massimiliano Carlini    |
| 33 | Italia (bandiera)  | P     | Paolo Branduani         |
| 44 | Italia (bandiera)  | D     | Riccardo Gatti          |
| 77 | Italia (bandiera)  | D     | Gabriele Rolando        |
| 90 | Italia (bandiera)  | A     | Pietro Iemmello         |
| 99 | Italia (bandiera)  | A     | Pietro Cianci           |

## Calciomercato

### Sessione estiva
| Acquisti | Acquisti            | Acquisti           | Acquisti              |
| R.       | Nome                | da                 | Modalità              |
| -------- | ------------------- | ------------------ | --------------------- |
| P        | Andrea Romagnoli    | Spartak Mosca      | definitivo            |
| P        | Timothy Nocchi      | Juventus U23       | definitivo            |
| D        | Alberto Tentardini  | Teramo             | definitivo            |
| D        | Simone De Santis    | Matelica           | definitivo            |
| D        | Gabriele Rolando    | Catanzaro          | definitivo            |
| D        | Stefano Scognamillo | Alessandria        | definitivo            |
| D        | Riccardo Gatti      | Reggiana           | fine prestito         |
| D        | Ilario Monterisi    | Lecce              | prestito              |
| C        | Brian Bayeye        | Carpi              | fine prestito         |
| C        | Paolo Brugnano      | Rende              | fine prestito         |
| C        | Enrico Bearzotti    | Modena             | definitivo            |
| C        | Nana Welbeck        | Catania            | definitivo            |
| C        | Jari Vandeputte     | L.R. Vicenza       | prestito              |
| C        | Antonio Cinelli     | L.R. Vicenza       | definitivo            |
| C        | Pasqualino Ortisi   | Lecce              | definitivo            |
| A        | Matteo Di Piazza    |                    | rescissione contratto |
| A        | Francesco Bombagi   | Teramo             | definitivo            |
| A        | Federico Vázquez    | Virtus Francavilla | definitivo            |
| A        | Matteo Di Piazza    | Catania            | fine prestito         |
| A        | Doudou Mangni       | Lecco              | fine prestito         |
| A        | Pietro Cianci       | Sassuolo           | definitivo            |
| Acquisti |                     |                    |                       |
| R.       | Nome                | da                 | Modalità              |
| D        | Riccardo Gatti      | Reggiana           | rinnovo prestito      |

| Cessioni | Cessioni            | Cessioni            | Cessioni              |
| R.       | Nome                | a                   | Modalità              |
| -------- | ------------------- | ------------------- | --------------------- |
| P        | Serafino Iannì      | Casarano            | prestito              |
| P        | Raffaele Di Gennaro |                     | svincolato            |
| P        | Rocco Mittica       |                     | rescissione contratto |
| D        | Francesco Corapi    | Lamezia Terme       | definitivo            |
| D        | Davide Riccardi     | Lecce               | fine prestito         |
| D        | Roberto Pierno      | Lecce               | fine prestito         |
| D        | Desiderio Garufo    | Reggina             | fine prestito         |
| C        | Giacomo Casoli      |                     | svincolato            |
| C        | Lorenzo Iseppon     | Giarre              | prestito              |
| C        | Samuele Parlati     | Monterosi Tuscia    | definitivo            |
| C        | Sergio Contessa     | Reggiana            | definitivo            |
| C        | Luca Baldassin      | Renate              | definitivo            |
| C        | Paolo Brugnano      | Città di Sant'Agata | definitivo            |
| A        | Alessio Di Massimo  | Triestina           | fine prestito         |
| A        | Jefferson           | Padova              | fine prestito         |
| A        | Salvatore Molinaro  |                     | svincolato            |
| A        | Felice Evacuo       |                     | svincolato            |
| A        | Paolo Grillo        | Cittadella          | fine prestito         |
| A        | Doudou Mangni       | Gubbio              | definitivo            |
| A        | Emanuele Schimmenti | Lucchese            | prestito              |
| A        | Salvatore Cusumano  | Casertana           | prestito              |

### Sessione invernale
| Acquisti | Acquisti                | Acquisti  | Acquisti      |
| R.       | Nome                    | da        | Modalità      |
| -------- | ----------------------- | --------- | ------------- |
| C        | Dimitrios Sounas        | Perugia   | definitivo    |
| C        | Bjarki Steinn Bjarkason | Venezia   | prestito      |
| C        | Luis Maldonado          | Catania   | definitivo    |
| A        | Emanuele Schimmenti     | Lucchese  | fine prestito |
| A        | Pietro Iemmello         | Frosinone | prestito      |
| A        | Tommaso Biasci          | Padova    | prestito      |

| Cessioni | Cessioni          | Cessioni            | Cessioni      |
| R.       | Nome              | a                   | Modalità      |
| -------- | ----------------- | ------------------- | ------------- |
| D        | Ilario Monterisi  | Lecce               | fine prestito |
| C        | Alberto Cristiano | Città di Sant'Agata | prestito      |
| C        | Enrico Bearzotti  | Trento              | prestito      |
| C        | Pasqualino Ortisi | Fidelis Andria      | definitivo    |
| C        | Andrea Risolo     | Fidelis Andria      | definitivo    |
| C        | Antonio Porcino   | Reggiana            | definitivo    |
| A        | Davis Curiale     | Vibonese            | definitivo    |

## Risultati

### Serie C

#### Play-off

##### Fase nazionale
| Arbitro: | Rutella (Enna) |

|               |           |                   |
| Viteritti 33’ | Marcatori | 70’, 77’ Iemmello |

| Arbitro: | Maranesi (Ciampino) |

|            |           |  |
| Biasci 27’ | Marcatori |  |

| Catanzaro 25 maggio 2022, ore 19:00 CEST Semifinali - Andata | Catanzaro         | 0 – 0 referto | Padova | Stadio Nicola Ceravolo (11 812 spett.)\| Arbitro: \| Tremolada (Monza) \| |
| Arbitro:                                                     | Tremolada (Monza) |               |        |                                                                           |

| Arbitro: | Rutella (Enna) |

|                                 |           |            |
| Felipe Curcio 77’ Chiricò 90+7’ | Marcatori | 30’ Sounas |

### Coppa Italia
| Arbitro: | Marcenaro (Genova) |

|                                           |                      |                                          |
| Chajia 32’, 56’                           | Marcatori            | 51’ Carlini 88’ Verna                    |
| Gabrielloni Kabashi Walker Dkidak Bellemo | Tiri di rigore 3 – 4 | Carlini Vandeputte Verna Bombagi Vázquez |

| Arbitro: | Pairetto (Nichelino) |

|                                         |           |  |
| Günter 23’ Fazio 33’ (aut.) Lazović 42’ | Marcatori |  |

### Coppa Italia Serie C
| Arbitro: | Vergaro (Bari) |

|                 |           |  |
| Monterisi 90+2’ | Marcatori |  |

| Arbitro: | Centi (Terni) |

|             |           |  |
| Curiale 68’ | Marcatori |  |

| Arbitro: | Cherchi (Carbonia) |

|  |           |             |
|  | Marcatori | 50’ Cinelli |

| Arbitro: | Ricci (Firenze) |

|           |           |           |
| Kirwan 9’ | Marcatori | 15’ Verna |

| Arbitro: | Acanfora (Castellammare di Stabia) |

|  |           |             |
|  | Marcatori | 10’ Bifulco |

## Statistiche

### Statistiche di squadra
Statistiche aggiornate al 29 maggio 2022
| Competizione         | Punti | In casa | In casa | In casa | In casa | In casa | In casa | In trasferta | In trasferta | In trasferta | In trasferta | In trasferta | In trasferta | Totale | Totale | Totale | Totale | Totale | Totale | DR  |
| Competizione         | Punti | G       | V       | N       | P       | Gf      | Gs      | G            | V            | N            | P            | Gf           | Gs           | G      | V      | N      | P      | Gf     | Gs     | DR  |
| -------------------- | ----- | ------- | ------- | ------- | ------- | ------- | ------- | ------------ | ------------ | ------------ | ------------ | ------------ | ------------ | ------ | ------ | ------ | ------ | ------ | ------ | --- |
| Serie C              | 67    | 18      | 11      | 4       | 3       | 32      | 12      | 18           | 8            | 6            | 4            | 14           | 11           | 36     | 19     | 10     | 7      | 57     | 26     | +31 |
| Coppa Italia         | -     | 0       | 0       | 0       | 0       | 0       | 0       | 2            | 0            | 1            | 1            | 2            | 5            | 2      | 0      | 1      | 1      | 2      | 5      | -3  |
| Coppa Italia Serie C | -     | 3       | 2       | 0       | 1       | 2       | 1       | 2            | 1            | 1            | 0            | 2            | 1            | 5      | 3      | 1      | 1      | 4      | 2      | +2  |
| Totale               | -     | 21      | 13      | 4       | 4       | 34      | 13      | 22           | 9            | 8            | 5            | 18           | 17           | 43     | 22     | 12     | 9      | 63     | 33     | +30 |

### Andamento in campionato
| Giornata  | 1 | 2 | 3 | 4 | 5 | 6 | 7 | 8 | 9 | 10 | 11 | 12 | 13 | 14 | 15 | 16 | 17 | 18 | 19 | 20 | 21 | 22 | 23 | 24 | 25 | 26 | 27 | 28 | 29 | 30 | 31 | 32 | 33 | 34 | 35 | 36 | 37 | 38 |
| --------- | - | - | - | - | - | - | - | - | - | -- | -- | -- | -- | -- | -- | -- | -- | -- | -- | -- | -- | -- | -- | -- | -- | -- | -- | -- | -- | -- | -- | -- | -- | -- | -- | -- | -- | -- |
| Luogo     | C | T | C | T | C | T | C | T | C | T  | C  | T  | C  | T  | C  | T  | C  | T  | C  | T  | C  | T  | C  | T  | C  | T  | C  | T  | C  | T  | C  | T  | C  | T  | C  | T  | C  | T  |
| Risultato | V | N | N | N | X | N | V | V | V | V  | P  | P  | V  | P  | N  | N  | V  | V  | N  | P  | V  | N  | N  | X  | V  | V  | V  | V  | V  | P  | P  | V  | V  | N  | P  | V  | V  | V  |
| Posizione | 2 | 4 | 5 | 5 | X | 9 | 6 | 2 | 2 | 2  | 2  | 3  | 4  | 5  | 5  | 7  | 5  | 6  | 5  | 7  | 5  | 6  | 6  | X  | 3  | 3  | 3  | 3  | 3  | 3  | 4  | 3  | 2  | 2  | 4  | 3  | 2  | 2  |

Fonte:  Girone C - LEGA PRO, su lega-pro.com.
Legenda:

Luogo: N = Campo neutro; C = Casa; T = Trasferta. Risultato: R = Rinviata; V = Vittoria; N = Pareggio; S = Sconfitta.
- = Turno di riposo.

### Statistiche dei giocatori
In grassetto i calciatori ceduti a stagione in corso.
| Giocatore      | Serie C  | Serie C | Serie C     | Serie C    | Coppa Italia | Coppa Italia | Coppa Italia | Coppa Italia | Coppa Italia Serie C | Coppa Italia Serie C | Coppa Italia Serie C | Coppa Italia Serie C | Totale   | Totale | Totale      | Totale     |
| Giocatore      | Presenze | Reti    | Ammonizioni | Espulsioni | Presenze     | Reti         | Ammonizioni  | Espulsioni   | Presenze             | Reti                 | Ammonizioni          | Espulsioni           | Presenze | Reti   | Ammonizioni | Espulsioni |
| -------------- | -------- | ------- | ----------- | ---------- | ------------ | ------------ | ------------ | ------------ | -------------------- | -------------------- | -------------------- | -------------------- | -------- | ------ | ----------- | ---------- |
| B. Bayeye      | 22+4     | 0       | 2           | 0          | 0            | 0            | 0            | 0            | 3                    | 0                    | 2                    | 0                    | 29       | 0      | 4           | 0          |
| E. Bearzotti   | 12       | 0       | 0           | 0          | 2            | 0            | 0            | 0            | 4                    | 0                    | 0                    | 0                    | 18       | 0      | 0           | 0          |
| T. Biasci      | 16+4     | 8+1     | 3           | 0          | 0            | 0            | 0            | 0            | 0                    | 0                    | 0                    | 0                    | 20       | 9      | 3           | 0          |
| B.S. Bjarkason | 12       | 0       | 1           | 0          | 0            | 0            | 0            | 0            | 1                    | 0                    | 0                    | 0                    | 13       | 0      | 1           | 0          |
| F. Bombagi     | 27+4     | 5       | 1           | 0          | 2            | 0            | 0            | 0            | 4                    | 0                    | 2                    | 0                    | 37       | 5      | 3           | 0          |
| P. Branduani   | 32+4     | -19+-3  | 2           | 1          | 2            | -5           | 0            | 0            | 0                    | 0                    | 0                    | 0                    | 38       | -27    | 2           | 1          |
| M. Carlini     | 34+4     | 6       | 8           | 0          | 2            | 1            | 1            | 0            | 1                    | 0                    | 1                    | 0                    | 41       | 7      | 10          | 0          |
| P. Cianci      | 32+2     | 4       | 10          | 0          | 0            | 0            | 0            | 0            | 3                    | 0                    | 1                    | 0                    | 37       | 4      | 11          | 0          |
| A. Cinelli     | 28+4     | 0       | 4+1         | 1          | 1            | 0            | 0            | 0            | 4                    | 1                    | 0                    | 0                    | 37       | 1      | 5           | 1          |
| A. Cristiano   | 0        | 0       | 0           | 0          | 0            | 0            | 0            | 0            | 0                    | 0                    | 0                    | 0                    | 0        | 0      | 0           | 0          |
| D. Curiale     | 14       | 0       | 3           | 0          | 0            | 0            | 0            | 0            | 5                    | 1                    | 2                    | 1                    | 19       | 1      | 5           | 1          |
| S. Cusumano    | 0        | 0       | 0           | 0          | 0            | 0            | 0            | 0            | 0                    | 0                    | 0                    | 0                    | 0        | 0      | 0           | 0          |
| S. De Santis   | 16+2     | 0       | 4           | 0          | 0            | 0            | 0            | 0            | 4                    | 0                    | 0                    | 0                    | 22       | 0      | 4           | 0          |
| P. Fazio       | 30+4     | 2       | 9           | 0          | 2            | 0            | 0            | 0            | 3                    | 0                    | 2                    | 1                    | 39       | 2      | 11          | 1          |
| R. Gatti       | 14+1     | 1       | 2           | 0          | 2            | 0            | 0            | 0            | 4                    | 0                    | 0                    | 0                    | 21       | 1      | 2           | 0          |
| P. Iemmello    | 11+4     | 6+3     | 0           | 0          | 0            | 0            | 0            | 0            | 0                    | 0                    | 0                    | 0                    | 15       | 9      | 0           | 0          |
| L. Maldonado   | 6        | 0       | 1           | 0          | 0            | 0            | 0            | 0            | 1                    | 0                    | 0                    | 0                    | 7        | 0      | 1           | 0          |
| L. Martinelli  | 25+4     | 2       | 9+1         | 1          | 2            | 0            | 0            | 0            | 3                    | 0                    | 0                    | 0                    | 34       | 2      | 10          | 1          |
| I. Monterisi   | 0        | 0       | 0           | 0          | 0            | 0            | 0            | 0            | 3                    | 1                    | 1                    | 0                    | 3        | 1      | 1           | 0          |
| T. Nocchi      | 4        | -7      | 0           | 0          | 0            | 0            | 0            | 0            | 5                    | -2                   | 0                    | 0                    | 9        | -9     | 0           | 0          |
| P. Ortisi      | 1        | 0       | 0           | 0          | 0            | 0            | 0            | 0            | 2                    | 0                    | 1                    | 0                    | 3        | 0      | 1           | 0          |
| A. Porcino     | 8        | 0       | 2           | 0          | 2            | 0            | 0            | 0            | 3                    | 0                    | 0                    | 0                    | 13       | 0      | 2           | 0          |
| A. Risolo      | 9        | 0       | 0           | 0          | 2            | 0            | 0            | 0            | 3                    | 0                    | 0                    | 0                    | 14       | 0      | 0           | 0          |
| G. Rolando     | 16+2     | 1       | 1           | 0          | 2            | 0            | 0            | 0            | 1                    | 0                    | 0                    | 0                    | 21       | 1      | 1           | 0          |
| A. Romagnoli   | 0        | 0       | 0           | 0          | 0            | 0            | 0            | 0            | 0                    | 0                    | 0                    | 0                    | 0        | 0      | 0           | 0          |
| E. Schimmenti  | 0        | 0       | 0           | 0          | 1            | 0            | 0            | 0            | 0                    | 0                    | 0                    | 0                    | 1        | 0      | 0           | 0          |
| S. Scognamillo | 32+3     | 2       | 13+3        | 0+1        | 2            | 0            | 1            | 0            | 1                    | 0                    | 0                    | 0                    | 38       | 2      | 17          | 1          |
| D. Sounas      | 16+3     | 3+1     | 0+1         | 0          | 0            | 0            | 0            | 0            | 1                    | 0                    | 0                    | 0                    | 20       | 4      | 1           | 0          |
| A. Tentardini  | 14       | 0       | 1           | 0          | 1            | 0            | 0            | 0            | 3                    | 0                    | 0                    | 0                    | 18       | 0      | 1           | 0          |
| J. Vandeputte  | 34+4     | 7       | 6+1         | 0          | 2            | 0            | 0            | 0            | 3                    | 0                    | 0                    | 0                    | 43       | 7      | 7           | 0          |
| F. Vázquez     | 34+4     | 9       | 3           | 1          | 2            | 0            | 0            | 0            | 4                    | 0                    | 1                    | 0                    | 44       | 9      | 4           | 1          |
| L. Verna       | 35+4     | 1       | 4+1         | 0          | 2            | 1            | 0            | 0            | 3                    | 1                    | 0                    | 0                    | 44       | 3      | 5           | 0          |
| N. Welbeck     | 26+2     | 0       | 7+1         | 0          | 1            | 0            | 0            | 0            | 5                    | 0                    | 1                    | 0                    | 34       | 0      | 9           | 0          |

## Giovanili
Tratto dal sito ufficiale della società.

### Organigramma
Area direttiva
- Responsabile Gestione Aziendale: Frank Mario Santacroce
- Responsabile Tecnico: Carmelo Moro
- Responsabile Scouting: Gianluca Caracciolo
- Responsabile Area Portieri: Francesco Parrotta
- Responsabile Attività di base: Salvatore Ferreri

Primavera 3
- Allenatore: Giulio Spader
- Collaboratore tecnico: Francesco Morello
- Preparatore atletico: Domenico Garcea
- Preparatore dei portieri: Francesco Parrotta
- Dirigente accompagnatore: Maurizio Avellone

Under-17
- Allenatore: Rosario Salerno
- Collaboratore tecnico: Alfredo Guido
- Preparatore dei portieri: Francesco Parrotta
- Preparatore Atletico: Natalino Cavalcante
- Dirigente accompagnatore: Francesco Lamanna

Under-16
- Allenatore: Giuseppe Teti
- Collaboratore tecnico: Simone Mirarchi
- Preparatore dei portieri: Amedeo Amelio
- Preparatore Atletico: Marco De Siena
- Dirigente accompagnatore: Maurizio Bellacoscia

- Under-15
- Allenatore: Massimo Cirillo
- Preparatore atletico: Vincenzo Grisolia
- Preparatore dei portieri: Gianfranco Fristachi
- Dirigente accompagnatore: Angelo Tavano, Domenico Cosco
- Under-15 femminile
- Allenatore: Francesco Budace
- Preparatore atletico: Salvatore Ferrarello
- Dirigente accompagnatore: Franca Canepa, Sara Leone